# Андрес Діас Венеро де Лейва
Андрес Діас Венеро де Лейва (ісп. Andrés Díaz Venero de Leyva; 1515 — 1 липня 1578) — іспанський колоніальний чиновник, магістрат, губернатор і капітан-генерал Нового Королівства Гранада (сучасна Колумбія), перший президент Королівської авдієнсії Санта-Фе-де-Боготи.

## Біографія
Достеменно невідомо, де він народився, втім його родина походила з Ларедо, Кантабрія. До від'їзду в Америку Венеро де Лейва навчався на юриста у Вальядоліді (1548) та Кастилії (1554). 1562 року був відряджений до Нового Королівства Гранада, щоб представляти там іспанську корону.
На посту президента він скасував так звані персональні послуги індіанців, що включали домашню роботу, роботу на плантаціях і випас худоби. Він регулював видобуток смарагдів у Мусо й Марікіті. 1572 року почалось зведення кафедрального собору Сантафе. Того ж року було засновано місто Вілья-де-Лейва.
Був одружений з Марією де Ондеґардо-і-Сарате, яка народила йому дев'ятьох дітей. І він, і його дружина звинувачувались у хабарництві, особливо підозрілими були дії Марії на користь своїх родичів і друзів.
Наприкінці 1574 року Венеро де Лейва повернувся до Іспанії, де отримав місце в Раді Індій. Помер 1 липня 1578 року в Мадриді.